# Gurtnellen
Gurtnellen é uma comuna da Suíça, no Cantão Uri, com cerca de 658 habitantes. Estende-se por uma área de 83,35 km², de densidade populacional de 8 hab/km². Confina com as seguintes comunas: Andermatt, Erstfeld, Göschenen, Silenen, Tujetsch (GR), Wassen.
A língua oficial nesta comuna é o Alemão.